# 鐵巨人
《鐵巨人》（英語：The Iron Giant）是1999年上映的一部美国科幻動畫電影，根據1968年泰德·休斯的同名小說《鐵巨人》所改編的，由布萊德·博德所執導，蒂姆·麦肯莱斯编剧，華納兄弟影業所發行。它即使用传统动画技术也使用计算机动画技术。它是博德导演的第一部电影。艾力·马伦斯奥、克里斯托弗·麦克唐纳、珍妮佛·安妮斯頓、小亨利·康尼克、約翰·馬奧尼和馮·迪索为它配音。电影的背景是冷战时期的1957年，一个叫豪加斯·休斯的男孩发现了一只从外空掉下来的巨大金属机器人。在比特尼克艺术家迪恩·麦克克平的帮助下他们必须防止美国军方和一个叫肯特·曼斯利的联邦探員找到和摧毁巨人。
1994年谁人乐队的皮特·湯申德参加编排了一部音乐剧，这是电影计划的开始，在这个过程中博德参加成为导演，1996年他雇用麦肯莱斯编剧。电影主要使用传统动画技术，但是使用電腦成像在动画巨人和其它效应。虽然整个开发队伍人手不够，但是他们只用了其它动画作品一半的时间和經费。邁克爾·凱曼作曲，捷克爱乐乐团演奏。
电影发行后获得批评家和公众的广泛好评。它被提名多项奖赏，获得九项安妮獎。由于营销活动不足，票房成绩非常差，製作預算7000多万，但是全球票房只赚了3100万美元。通过家庭媒体发行和电视发播它获得许多爱好者，今天被广泛看作是一部现代动画经典。
2015年，數位修復的版本发行。

## 劇情
1957年10月苏联卫星史普尼克1號升空后一只巨大的机器人在缅因州洛克威尔附近坠落。机器人登陆走到森林里。一夜九岁的豪加斯·休斯发现吃變電所的电线而触电的机器人。休斯把电关掉救了机器人后回家。数日后豪加斯决定去找机器人拍照。他等了几个小时后机器人出其不意地出现，两人很快成为朋友。由于铁巨人记忆消失，因此豪加斯让他做什么他就做什么。他们跨越一条铁路时，铁巨人开始吃铁轨。豪加斯听到火车开近，让铁巨人修铁轨。就在它修铁轨时火车和它相撞，把它撞裂成数块。铁巨人的部件开始重新修复，豪加斯把被损坏的机器人，藏在家里的谷仓裡，在那里部件可以继续修复。
和寡妇的母亲安妮吃过晚饭后，豪加斯给铁巨人读漫画书。铁巨人很喜欢超人。豪加斯告诉铁巨人“你选择自己成为什么样子的人”，这是他从他的朋友──比特尼克艺术家迪恩·麦克克平那裡学来的。麦克克平在当地拥有一座废铁场。与此同时，美国政府间谍肯特·曼斯利到达，他发现了一些铁巨人的迹象，开始调查。在变电站附近，他发现豪加斯的气枪，因此他在豪加斯家里租了一间房，跟踪男孩，希望发现更多。豪加斯摆脱曼斯利，把铁巨人送到麦克克平的废铁场。他们看到猎人在森林里用枪打一只鹿后，讨论“死亡”。曼斯利怕外星人入侵，因此向美军警告铁巨人的存在。他和沙能·罗加德中将带兵到达并开始搜查。迪恩告诉他们，所谓的铁巨人，实际上是一个废铁艺术品。罗加德警告曼斯利，带兵离开。后来豪加斯和铁巨人用玩具枪玩，但是这自动激发了铁巨人的自我防衛武器。迪恩救豪加斯，命令铁巨人离开。豪加斯相信铁巨人并没有想伤害他，因此去追铁巨人。迪恩也认识到铁巨人只是自我防御因此骑摩托车带豪加斯去追铁巨人。他们在铁巨人到达小镇的时候赶上它。
在洛克威尔，铁巨人在大众前救了两个坠落的孩子。美军也看到铁巨人返回，并开始攻击铁巨人，还要求海军和空军的支援。铁巨人和豪加斯飞走，但是被空军F-86軍刀戰鬥機的一枚导弹击中坠落。铁巨人以为昏迷不醒的豪加斯死了，大為生氣，它的记忆恢复，使用所有它的能量武器大战美军。曼斯利向罗加德撒谎，说铁巨人杀死了豪加斯，在大海上他们可以用鸚鵡螺號核動力潛艇的原子导弹摧毁它。豪加斯醒来，告诉铁巨人他没有死，让铁巨人关闭它所有的武器。曼斯利让罗加德继续进攻，而迪恩则保证铁巨人从来没有伤害过任何人。罗加德看到豪加斯没有死，因此下令停火，但是他没有能够及时把这个命令传送到鹦鹉螺号，而慌张的曼斯利已经下令发射导弹了。罗加德大怒，告诉曼斯利导弹瞄准位於洛克威尔的铁巨人，会杀死洛克威尔所有人。曼斯利企图逃跑，但是铁巨人阻止他。军队强迫曼斯利留下，像一名好士兵一样面临死亡。豪加斯告诉铁巨人洛克威尔的命运。铁巨人下决心飞走，它对自己微笑因为它选择成为超人那样的英雄。铁巨人和导弹在高空相撞，导致一个大爆炸，拯救了小镇。镇里的人高兴他们幸存，但是也很悲痛铁巨人的牺牲。
春季，安妮和迪恩约会。迪恩在公园里树立了一座雕像纪念铁巨人。豪加斯从罗加德获得一个包裹，里面有一枚小铆钉，这是找到的唯一的铁巨人的东西。当夜豪加斯听到铆钉发出熟悉的噼噼声，铆钉躍出窗子。豪加斯打开窗子让铆钉出去。在冰岛朗格冰原的某处，铁巨人的部件，跑向铁巨人的头待的地方；铁巨人醒过来，微笑修复自己。

## 配音员

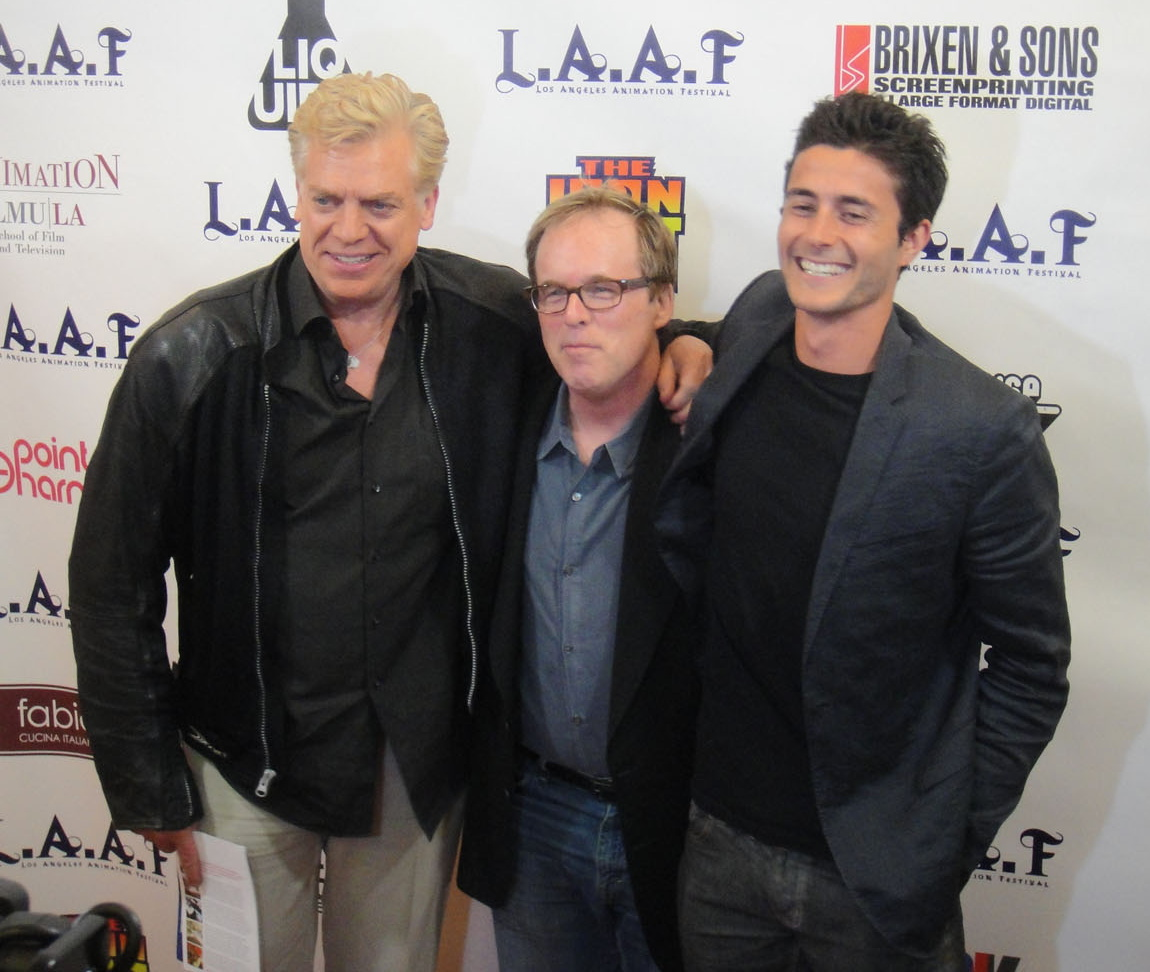
克里斯托弗·麦克唐纳、布萊德·博德和艾力·马伦斯奥在2012年3月洛杉矶动画节上《铁巨人》放映前

- 艾力·马伦斯奥为男主角豪加斯·休斯配音。他是一个想象力丰富、精力充沛和好奇心很强的男孩。画动画的人看马伦斯奥的表演，这帮助他们在画的时候结合配音演员的表情和动作[5]
- 克里斯托弗·麦克唐纳为肯特·曼斯利配音。他是一名派来调查铁巨人的政府间谍。他的官方政府专车上的标志说是“出奇现象局”
- 小亨利·康尼克为迪恩·麦克平配音。他是一名比特尼克艺术家和废铁场主。博德觉得把迪恩描述为垮掉的一代有理，因为在那个时候他们被看作是小镇价值观的一种威胁。作为一名局外人他是首先认识到巨人不是威胁的人之一[6]。全球中文版則是由明星王力宏配音
- 珍妮佛·安妮斯頓为安妮·休斯配音。她是豪加斯·休斯的母親和一名军事飞行员留下的寡妇
- 馮·迪索为铁巨人配音。它是一台50英尺高、吃金属的机器人[7]。制造它的目的不明，但是假如它把一个物件辨认成武器后它立刻不自觉地采取防御措施，企图摧毁那个物件。本来他们打算用电子产生的声音，但是制片人觉得他们“需要一个低沉、好听和有表达力的声音作为基础”。本来他们打算请彼得·庫倫，因为库伦已经有为机器人角色配音的经验，但是库伦没有空，原因此他们聘请冯·迪索[8]

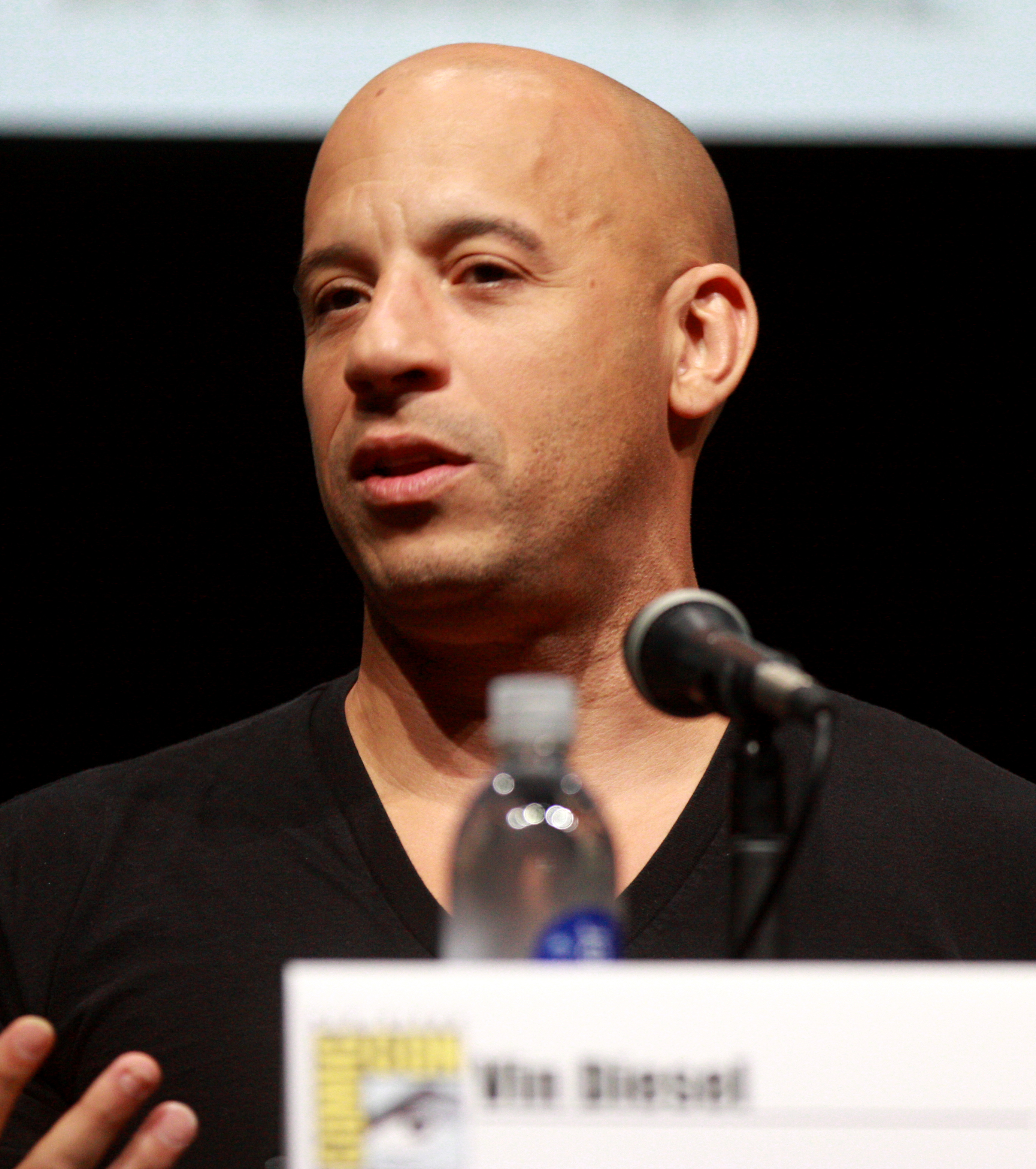
冯·迪索为铁巨人配音

- 約翰·馬奧尼为沙农·罗加德将军配音[7]。他是一名来自华盛顿特区的军事领导人，他很反感曼斯利
- M·埃米特·沃尔什为欧尔·斯达茨配音。他是一名水手和第一个看到巨人的人
- 詹姆斯・盖蒙为玛佛·洛曲配音。他是一个领班。机器人摧毁了变电站后他跟踪它的踪迹
- 克蘿麗絲·利奇曼为腾赛菊夫人配音。她是豪加斯的老师
- 奥利·约翰斯顿和弗兰克·托马斯为火车司机配音。约翰斯顿和汤玛斯均是动画家，他们是迪士尼九老之二。博德说他们是他的生涯的启发，因此把他们的声音和形象包括到这部电影里[6]

## 制片

### 开发
电影的故事来源于1968年泰德·休斯给他的孩子们写的故事《铁巨人》。1980年代里摇滚乐音乐家皮特·汤申德选择这本书来编辑一张概念专辑。1989年这张专辑出版。1991年理查德·巴兹利在爱尔兰唐·布鲁斯的工作坊里工作时向布鲁斯提出了一个他的铁巨人版本。巴兹利后来成为电影的主动画家。他制造了故事的概述和角色紧要，但是布鲁斯没有接受。音乐剧在伦敦上演后德斯·迈克纳福相信铁巨人也可以被转到屏幕上，最后華納兄弟影業把这个计划买下。
1996年末项目继续发展，公司觉得当时正在透納娛樂公司工作的布莱德·博德最适合导演这部电影。当时华纳刚刚收购透纳娱乐公司，博德被允许转到华纳兄弟动画公司导演《铁巨人》。博德读了休斯的原书后对其故事非常感兴趣，而且华纳公司授予他不寻常的创作权利，其中包括引入两个原书里没有的角色，迪恩和肯特，把电影背景放到美国，放弃汤申德的音乐剧计划。博德的主题是“假如枪有灵魂它会怎样决定？”他在一个采访中解释为什么把电影的背景改为1950年代的美国：
|  | “缅因州的风景从外表上看像諾曼·洛克威爾描写的如同田园画，但是在内部却沸腾；所有人都怕核武器、苏联、史普尼克——甚至摇滚乐。这是表面微笑内部恐怕（肯特这个角色就代表了这个感觉）。这是投入一个50英尺高机器人的完美环境。” |

故事的原作者泰德·休斯在电影发表前就逝世了，他的女儿弗里达·休斯代替他看这部电影并说她喜欢它。开始这个计划的汤申德也喜欢它。

### 编剧和导演
虽然博德不高兴有另一个作家参与，因为他想自己写剧本，蒂姆·麦肯莱斯被雇来写剧本。但是在读了麦肯莱斯当时还没有发表的《盛夏獅王》剧本后他改变主意。博德的原计划是电影结尾时美国和苏联开战，巨人死去。麦肯莱斯决定最后有一个短情节展示它活下来了。他说：“你不能杀E.T.而不让他复活。”麦肯莱斯有三个月的时间来写剧本，这是华纳最紧张的时限了，但是他在两个月内就完成了剧本。麦肯莱斯说巨人的背景故意被隐没掉来使得故事集中在它与豪加斯的关系：“我们没有时间来浪费。”.博德觉得这个故事很难讲因为里面的元素不寻常地结合，比如“50年代的多疑科幻电影配上《学徒》般的天真。麦肯莱斯的版本被送给休斯本人，他回信说非常喜欢。他说：“我想告诉你们我喜欢布莱德·博德的工作。他把可怕恐怖的时刻、终局，把所有这些完美地结合在一起，最后的结尾对我来说像一个奇迹。他的故事发展使得《铁巨人》极其戏剧性。我无时不刻地想这个故事。”
博德利用他在电视公司工作时获得的经验。他说他在拍摄《宜家宜犬》时获得组织团队的经验，在参加《辛普森一家》的拍摄时获得了一定要在截止日期时完成的经验。他鼓励他的组内同事帮助他发展电影的故事，他经常问组内同事他们对情节的意见并作出相应的更改。他的一个重要目标是强调温柔的、体现角色的时刻，这与紧张的情节正好相反，博德认为过分多的紧张情节是现代电影的一个毛病。“时刻必须有动作、声响效应或者截面或者巨响音乐。就好像观众手里拿着遥控器时刻在转换频道一样，“他评论道。故事板艺术家泰迪·牛顿对电影故事的成形有重要贡献。牛顿加入工作组后博德给他的第一个任务是制造一个“惧怕核弹时期的那种所有人都看的宣传电影”那样的电影内的电影。牛顿的结论是音乐剧格式是最吸引人的选择。他制作的“蹲下和掩护”情节成为制作组最喜欢电影情节。故事组的组长杰佛瑞·林奇授予牛顿“X因素”的绰号，制片人在电影剧本里给他多处艺术家自由的情节。

### 动画
华纳的上一部动画片《寻找卡米洛城》财务失败，使得公司重新考虑动画片，这对《铁巨人》的制作有很大的影响。《寻找卡米洛城》四分之三的成员也帮助制作《铁巨人》。电影开始制作时华纳告诉他们这部电影的金费会少，完工的时间限制也短。虽然对制作的观察很严格。博德说“只要我们保持控制，可以给他们看我们制作认真，在规定的时间里完工，结果好，他们基本上不干预。”博德觉得缺点是“只有迪斯尼或梦工厂电影三分之一的金费和一半的时间，”优点是有更多创作自由，博德说这部电影“完全是动画组制作的；我相信其它公司不能达到我们能够达到的程度。”动画组的一小部分人到缅因州去待了数周给五座小城市拍照和录像。他们希望能够把它们的文化精确小型化地反映出来；“我们拍摄商店正面、谷仓、森林、住房、住房内部、饭店，所有我们能够找到的细节，包括树皮，”制作设计师马克·瓦亭说。
博德精心计划每个场面的细节和来预防超出预算。一开始动画组使用Macromedia的Adobe Director软件，后来完全改用Adobe After Effects。博德想使用这个当时还初期的软件因为它允许故事板包含摄像头的移动路线。对于制作组来说这个软件非常关键，它帮助公司理解电影故事，也帮助博德理解电影的编辑需要。最后他对电影的制作方法很满意，说“我们可以想象节奏，花费小量资源来开发我们的电影。”开发组可以聚集在一个放映室里完成一个系列，博德可以在屏幕上标记和画出他的建议。首席动画家巴兹利说这加强了组员之间的关系，所有的人都想要制作一部好电影。博德说电影制作过程里他最喜欢的时候是所有的人聚集在编辑室里测试巨人得知灵魂是什么的场面。“屋里的人情不自禁地哭。这个场面很关键；我们全部都感觉到我们真正地打动人心，”他回忆道。
他建议像迪斯尼起初那样让每个动画家画电影的一部份，而不是每人负责一个角色的动画。唯一的例外是负责使用电脑成像制作巨人本身的人，因为使得金属“像液体那样”有点困难。他们也发现使用计算机模型来表达感情有困难。巨人是电影制片人喬·約翰斯頓设计的，制作设计师马克·瓦亭对它加工，斯蒂夫·马尔科夫斯基是巨人的首席动画师。他们使用计算机软件让巨人与其他角色互动时“每秒钟动画两幅”来使得它不明显是计算机模型。由于电影的制作时间紧张博德让加州藝術學院的学生帮助小动画工作。他确保所有的场面都有有经验的和年轻的动画家参加制作，说：“[假如你只让你的最佳天才制作最好的部位的话]你给你的强手太多工作，给其他人太少。”南城广木设计了电影里所有的计算机成像制造的物件和车辆，它们是用Alias的Maya、PowerAnimator、更改的皮克斯动画工作室的PhotoRealistic RenderMan、Toon Boom Animation、Avid Elastic Reality和Adobe Photoshop等不同软件制作的。
諾曼·洛克威爾、愛德華·霍普和N·C·怀斯的作品影响了设计。瓦亭选择了既是对于电影背景时代典型的，也体现了电影的感情的颜色；比如霍加斯的房间的设计反映了他的“少年和好奇心”。其中又参杂了1950年代插图的风格。动画家研究了查克·琼斯、汉克·凯查姆、艾尔·赫什菲尔德和那个时代迪斯尼的电影，比如101忠狗来帮助设计电影的动画。

### 音乐
電影配樂是邁克爾·凱曼作曲指挥的。博德初始的零时配乐是“一堆50、60年代伯纳德·赫尔曼作的科幻电影音乐”一开始把凯曼吓了一跳。凯曼相信乐队对电影的感觉重要，因此他“决定去东欧寻找听上去‘老式’的乐队，他在布拉格听弗拉基米尔·达维多维奇·阿什肯纳齐指挥捷克爱乐乐团演奏理查德·施特劳斯的《阿尔卑斯交响曲》。”最后捷克爱乐乐团演奏电影配乐，博德称该乐队是“一群出色的音乐家。”与大多数电影相比《铁巨人》配乐的录音不寻常：录音是在鲁道夫音乐厅使用一个多星期的时间完成的，没有使用常用的合成，而是凯曼1999年在一次采访中说“像演奏一首经典作品一样。”1999年11月6日凯曼给《铁巨人》作的配音赢得动画作品音乐安妮奖。

### 编制
博德打算使用宽屏，尤其是2.39：1的比率，但是他的顾问警告他不要这样做。博德觉得使用这个格式合适因为这是1950年代后期许多电影使用的宽屏格式。他还想在海报上印上这个格式的标志，作为幽默，但是拥有这个商标的二十世紀福斯拒绝。
博德回忆他曾经和经理争执因为他们想添加其他角色，比如一条助手犬，把电影的背景放到今天，加一首嘻哈歌。原因是他们怕无法出售这部电影。博德反驳道：“假如他们想讲故事的话他们就得让故事是原样的。”电影本来还要在开始显示华纳家庭娱乐的标志和穿大礼服的賓尼兔。博德因为多种原因反对，最后获得罗伯特·A·达利和特里·塞梅尔的同意。取而代之的博德和他的开发人员设计了一个类似经典公司标志樂一通的标志。他感谢洛伦佐·迪·博纳文图拉等经理人员帮助他达到他的预想，说他们接受他的意见。
据发行时的报道《铁巨人》的制作费用是5000万美元，加上3000万美元广告，Box Office Mojo后来计算其金费为7000万美元。与华特迪士尼影片发行的电影相比他被看作是低费用电影。

## 主题
电影的背景是冷战时期的1957年，当时美国和苏联之间的紧张不断上升。1957年史普尼克号升天使得从太空进行核攻击的可能性出现。反共主义和核摧毁的威胁导致了一种恐惧和怀疑的气氛，促使外空入侵内容的电影大增。在一个情节里霍加斯的班级看一部名为《原子大屠杀》的动画电影，这部电影是基于一部真电影《蹲下和掩护》写的，内容是假如苏联向美国投弹的话如何幸存。
电影也包含反枪信息。铁巨人看到猎人杀一头鹿的时候它注意到鹿的尸体边扔了两把枪。铁巨人的眼睛变红，表明它对枪的敌意。这个主题不断重复，“枪杀”和“你不是枪”。虽然电影反战和反枪但是它不把军队恶魔化。洛加德将军被体现为一个理智和可爱的人物，这和权力欲很强的平民曼斯利正好相反。霍加斯对巨人说的“你自己选择成为什么样的人”在电影里有关键作用。在一个被删除的场面里机器人梦见自己看到许多和它一样的机器人在一个外星世界里走过一个战区，说明它是在一个过去的战争里作为武器被制造的。
编剧作家麦肯莱斯评论道：“有一天我们会来到一个决定性的时刻决定我们想成为什么样的人。这个决定决定我们的一生。”麦肯莱斯说电影可以向观众提供错和对的感觉，表达电影“能够使我们感觉到我们全部是人类的一部份”的希望。罗杰·埃伯特等把《铁巨人》和《E.T.外星人》相比。博德对此回应道：“E.T.不指责。不使得军队补偿。当然假如你想引起背痛或者非常伤心的感觉你有使得自己的腰痛的危险。”

## 广告
部分由于华纳的广告不足《铁巨人》在电影院里很失败。其原因主要是因为《魔劍奇兵》的结果；《寻找卡米洛城》发行后一直到1999年4月华纳不肯给博德和他的组定下发行日期。试映的良好结果使得公司大吃一惊，据博德所说，它的分数是华纳过去15年里最高的。公司忽略了给电影准备成功的广告策略——比如通过谷类早餐或者快餐——而到它发行剩下的时间不够。博德回忆华纳只制造了一份海报。负责电影广告的布莱德·伯尔很坦率地承认公司没有打算发行汉堡王玩具。在一次采访中博德说这是“华纳历史性糟糕的广告行动，他们根本没有意识到他们手里的宝贝。”
公司需要800万才能保证电影不赔本，但是在发行前他们未能适当地给它做广告。为了更好地准备他们几乎推迟数月。“他们说：‘我们应该推迟适当准备，’我说：‘你们有两年半的时间准备。’”博德回忆道。媒体注意到电影缺乏广告。一些媒体报道说公司想花更多钱给计划夏季发行的大片《飙风战警》做广告。为了减轻这个策略的打击，华纳安排了在正式发行前的周日进行先睹为快放映。此外他们还在网上平台Webcastsneak事先放映。

## 发行

### 票房
1999年7月31日《铁巨人》在洛杉矶中国戏院首演，电影放映前在一个特别的仪式里一块印有主题角色的脚印的铁板被铸入地内。1999年8月4日电影在纽约和洛杉矶上映。8月6日在美国全国上映。它在美国2179个影院上映，在票房获得第九名，在开映周末共收入5,732,614美元。它很快落出前十名。到第四周它才收入1890万美元，远远低于7000万美元投资。据《洛杉矶日报》的戴夫·麦克奈瑞“在周末它平均每场才赚2631美元，每场的平均只有145美元，或者每场才30张票。”因此影院很快就停止放映了。当时华纳正处于危机中，经理罗伯特·A·达利和特里·塞梅尔辞职，加剧电影的失败。《Brandweek》的斯坦利引用它来证明今天广告对电影的成功有多么重要。
在美国电影总共赚了23,159,305美元，在其它国家8,174,612美元，全球共31,333,917美元。分析家认为它是时事不成和“严重错误地吸引观众”的牺牲者。当时华纳的经理洛伦佐·迪·博纳文图拉解释说：“人们总是对我说：‘你们为什么不拍聪明的家庭电影？’我们的经验是每次我们这样做我们被屠杀。”

### 批评家反应
观众和影評人对《铁巨人》的评价都非常好。電影評論总结网站烂番茄基于132篇回顾的总结为96%赞扬评分，平均评分为8.2/10。共识为“引人入胜、优善、感人和可爱地仿古，布莱德·博德导演的《铁巨人》稳定地接触感人的主题和复杂的关系，动画优美。”基于27个回顾在Metacritic上它平均获得100分的85分，说明“一致赞扬”。《影院评分》在回应电影批评外报道观众给电影评最高分。Reel Source预告服务计算96-97%的观众推荐它。2015年烂番茄把它评为1990年代里拍摄的动画电影里列第三受赞扬的。
洛杉矶时报的肯奈斯·图兰称之为“如同一支箭和引人入胜，即简单又复杂”，他继续写道：“它给人一种经典的感觉但实际上它不符合一般的模式。”芝加哥太阳报的罗杰·埃伯特把它的故事和动画与日本导演宫崎骏相比，总结说这部电影“不仅仅可爱而且它的故事有深刻的意义。”紐約客批评家麦克·斯拉戈夫称之为“一个现代童话”，写道：“电影完美地使用规模和透视——和它打开观众的心和脑的力量。”時代的理查德·斯基克尔认为它是“一部聪明的活也让别人活童话，充满对所有大问题漂亮精确的观察——生活、死亡、大型军事工业。”纽约时报作家劳伦斯·凡·格尔德认为它是一部“动画电影完美技巧的范例”。华尔街日报的乔·摩根斯顿觉得它“美，哦像一副完美的艺术品一样美”，说：“我可以保证这部电影首先非常幽默和极其感人。”
好莱坞的两份行业出版物都赞扬《铁巨人》：荷里活報道的戴维·亨特预言它是一匹黑马，称它“杰出”，《综艺》的莱尔·略文斯坦说它“是一部视觉引人的好电影……一部完美的成功。”娱乐周刊的布鲁斯·弗莱特评论道：“我一直以为我天生没有能够使得图画感动我的基因。直到我看《铁巨人》。”旧金山纪事报的彼特·斯达克同意其故事比其它动画电影强，说里面的角色合理，并强调了丰富的道德主题。休斯敦纪事报的杰夫·米拉也赞同电影的基础技术，并结论说配音杰出，和蒂姆·麦肯莱斯的剧本非常好。除这些正面的批评外华盛顿邮报的斯蒂芬·亨特写了一篇负面的批评，他认为“电影虽然图像优美，故事柔润感人，但是它有一股不可思议的令人讨厌的沾沾自喜的姿态。”

## 獎項
雨果奖提名《铁巨人》最佳戲劇表現奖，美國科幻和奇幻作家協會提名布莱德·博德和蒂姆·麦肯莱斯星云奖。英国电影和电视艺术学院授予《铁巨人》最佳儿童电影奖。此外《铁巨人》获得九项安妮奖，在其它六项获得提名。被提名土星奖最佳家庭录像奖。2010年IGN把《铁巨人》列入最佳动画电影列表的第五名。
美国电影学会把《铁巨人》列10部最佳动画电影。
| 奖项                         | 奖项          | 奖项                 | 奖项                                                             | 奖项      |
| 奖项                         | 颁发日期      | 类别                 | 获奖和提名者                                                     | 结果      |
| ---------------------------- | ------------- | -------------------- | ---------------------------------------------------------------- | --------- |
| 安妮奖                       | 1999年11月6日 | 最佳动画片           | 艾莉森·阿巴特、迪斯·麥納弗和约翰·沃克 华纳兄弟；华纳兄弟动画公司 | 獲獎      |
| 安妮奖                       | 1999年11月6日 | 最佳特效动画奖       | Allen Foster                                                     | 獲獎      |
| 安妮奖                       | 1999年11月6日 | 最佳特效动画奖       | 米歇爾·加涅                                                      | 提名      |
| 安妮奖                       | 1999年11月6日 | 最佳角色动画奖       | Jim Van der Keyl                                                 | 提名      |
| 安妮奖                       | 1999年11月6日 | 最佳角色动画奖       | Steve Markowski                                                  | 獲獎      |
| 安妮奖                       | 1999年11月6日 | 最佳角色动画奖       | Dean Wellins                                                     | 提名      |
| 安妮奖                       | 1999年11月6日 | 最佳动画导演奖       | 布莱德·博德                                                      | 獲獎      |
| 安妮奖                       | 1999年11月6日 | 最佳动画电影音乐奖   | 邁克爾·凱曼                                                      | 獲獎      |
| 安妮奖                       | 1999年11月6日 | 最佳动画片产品设计奖 | Alan Bodner                                                      | 獲獎      |
| 安妮奖                       | 1999年11月6日 | 最佳动画片产品设计奖 | Mark Whiting                                                     | 提名      |
| 安妮奖                       | 1999年11月6日 | 动画故事杰出个人奖   | 馬克·安德魯斯                                                    | 獲獎      |
| 安妮奖                       | 1999年11月6日 | 动画故事杰出个人奖   | Kevin O'Brien                                                    | 提名      |
| 安妮奖                       | 1999年11月6日 | 动画故事杰出个人奖   | Dean Wellins                                                     | 提名      |
| 安妮奖                       | 1999年11月6日 | 最佳动画配音奖       | 艾力·马伦斯奥                                                    | 獲獎      |
| 安妮奖                       | 1999年11月6日 | 最佳动画编剧奖       | 蒂姆·麦肯莱斯和布莱德·博德                                       | 獲獎      |
| 英国电影和电视艺术学院儿童奖 | 2000年4月9日  | 最佳电影             | 布莱德·博德、爱丽森·艾芭特、德斯·迈克纳福和蒂姆·麦肯莱斯         | 獲獎      |
| 佛罗里达影评人协会           | 2000年1月9日  | 最佳动画片           | 布莱德·博德                                                      | 獲獎      |
| 创世奖                       | 2000年3月18日 | 最佳动画片           |                                                                  | 獲獎      |
| 雨果奖                       | 2000年9月2日  | 最佳戲劇表現奖       | 布莱德·博德、蒂姆·麦肯莱斯和泰德·休斯                            | 提名      |
| 拉斯维加斯电影批评家协会     | 2000年1月18日 | 最佳动画片           |                                                                  | 獲獎      |
| 洛杉磯影評人協會             | 2000年1月20日 | 最佳动画片           | 布莱德·博德                                                      | 獲獎      |
| 电影配乐奖                   | 2000年3月25日 | 最佳动画片配乐奖     |                                                                  | 獲獎      |
| 电影配乐奖                   | 2000年3月25日 | 最佳动画片音乐奖     |                                                                  | 提名      |
| 紐約影評人協會               | 2000年1月10日 | 最佳动画片           |                                                                  | 2nd place |
| 圣菲批评家圈奖               | 2000年1月9日  | 最佳动画片           |                                                                  | 獲獎      |
| 土星奖                       | 2000年6月6日  | 最佳家庭录像发行     |                                                                  | 提名      |
| 美國科幻和奇幻作家協會       | 2000年5月20日 | 最佳剧本             | 布莱德·博德和蒂姆·麦肯莱斯                                       | 提名      |
| 青年艺术家奖                 | 2000年        | 最佳家庭动画片       |                                                                  | 提名      |
| 青年艺术家奖                 | 2000年        | 最佳年轻配音         | 艾力·马伦斯奥                                                    | 獲獎      |

### 家庭媒体和电视放映
鉴于电影发行时广告无效的批评华纳在录像发行时包括了早餐食品、美国在线和通用汽车的广告，并获得了三名美国国会成员的支持。2000年2月电影作为按次付费发行时它的知名度已经提高，同时也提高了电影网站的点击数。
1999年11月23日《铁巨人》的录像带和數碼多功能影音光碟发行，鐳射影碟于12月6日发行。录像带有三个不同的版本。所有的第一批宽幅家庭录像都是1.85:1幅度的。2000年电视播放权被卖给卡通頻道和特纳电视网，售价为300万美元。电视台给电影做广告时强调它是一部广受赞誉但是被忽视的电影。2000年代初卡通频道在美国独立日和感恩节等节日里24小时连续不断放映过这部电影。
特殊DVD版于2004年11月16日发行。2014年布莱德·博德和华纳讨论发行《铁巨人》藍光光碟的可能。“华纳和我讨论过。但是他们要一张没有其它内容的碟，我要更好的，”博德在他的Twitter账号上说。他还说爱好者可以到华纳家庭娱乐的Twitter主页上要求电影的收集者版蓝光光碟。

## 其它

### 签名版
2015年9月30日一个重新翻录和剪辑的版本被有限期地发行，这个版本被称为签名版，2015年10月4日它再次被有限期发行。这个版本比原版长约两分钟，其中包括安妮和迪恩的一个短小场面以及巨人的梦的一个场面。这两个场面在博德的原电影故事板上都出现，但是由于时间和费用的限制没有完成。在2004年的DVD版本上它们作为被删除的故事板在花絮内容里出现。它们是2015年在邓肯工作室动画的，工作室雇佣了一些原电影的动画家。2016年2月16日签名版以DVD以及数字下载出版。官方蓝光光碟依然未肯定。

## 延伸閱讀
- Hughes, Ted.  (Paperback). Reprinting of novel of which this film is based upon. Faber Children's Books. 2005年3月3日. ISBN 0571226124.
- Hughes, Ted; Moser, Barry.  (Hardcover). Sequel to The Iron Man. Amazon Remainders Account. 1995年8月31日. ISBN 0803717962.

## 外部連結
- Official website （页面存档备份，存于）
- 互联网电影数据库（IMDb）上《鐵巨人》的资料（英文）
- 爛番茄上《The Iron Giant》的資料（英文）
- 豆瓣电影上《鐵巨人》的資料 （简体中文）
- The Iron Giant （页面存档备份，存于） at Box Office Mojo